# Tropidia coloradensis
Tropidia coloradensis är en tvåvingeart som först beskrevs av Jacques-Marie-Frangile Bigot 1884.  Tropidia coloradensis ingår i släktet eldblomflugor, och familjen blomflugor.
Artens utbredningsområde är Colorado. Inga underarter finns listade i Catalogue of Life.